# Mathias Kraft
Mathias Kraft (* 1972 in Horb am Neckar) ist Pfarrer der Evangelischen Landeskirche Württemberg in Gräfenhausen und Niebelsbach sowie Autor mit Spezialerfahrung zu deutschsprachigen Christen in Sibirien.

## Leben und Wirken
Mathias Kraft wuchs mit vier Geschwistern auf einem Bauernhof in Dürrenmettstetten bei Sulz am Neckar auf. Nach dem Abitur absolvierte er ein Diakonisches Jahr im Alten- und Pflegeheim Martin-Haug Stift in Freudenstadt. Nach dem Studium der Alten Sprachen Latein, Griechisch und Hebräisch in Walsrode-Krelingen absolvierte er das Theologiestudium an der Ruprecht-Karls-Universität Heidelberg und der Eberhard Karls Universität Tübingen (1995–2000). Bereits während des Studiums sammelte er Auslandserfahrungen durch mehrere Dienstaufenthalte in Omsk (Sibirien) und wurde nach seiner ersten Staatsprüfung 2001 Hilfspfarrer in Russlanddeutschen Evangelischen Gemeinden im Dorf Svonarjov bei Omsk.
Es folgten das Vikariat in Ottmarsheim bei Besigheim (2002–2004) und nach der Ordination die Pfarrstelle in Neuenbürg (2004–2007). Seit 2007 ist Mathias Kraft Pfarrer in der Michaeliskirche Gräfenhausen und Niebelsbach. Neben seinen eigenen Publikationen betätigt er sich auch als Lektor bei Übersetzungen historischer Bücher wie des Stafforter Buches von 1599.

## Veröffentlichungen (Auswahl)
- Denn glimmenden Docht wird er nicht auslöschen, Erinnerungen an die Evangelische Gemeinde im deutschen Siedlerdorf Sharmantei/Swonarjow Kut in Westsibirien von Maria Groß und Mathias Kraft (Hg.), Barnaul (Sibirien) und Neuenbürg 2006
- Osterpredigten und Pfingstpredigten, Gräfenhausen 2020
- Die Kirche in Gräfenhausen, zusammen mit Jeff Klotz, Klotz Verlagshaus Neulingen 2020, ISBN 978-3-948424-89-3
- Lichtblicke in nicht ganz leichten Zeiten, 12 Predigten zur Ermutigung, Klotz Verlagshaus Neulingen 2021
- Kloster Alpirsbach im Ringen mit Altwürttemberg, Eine Dornhaner Familie zwischen zwei Herrschaftsansprüchen, Klotz Verlagshaus Neulingen 2024, ISBN 978-3-949763-67-0